# Lophoteles vittipennis
Lophoteles vittipennis är en tvåvingeart som först beskrevs av Lindner 1937.  Lophoteles vittipennis ingår i släktet Lophoteles och familjen vapenflugor. Inga underarter finns listade i Catalogue of Life.